# Hrymiacze (chutor)
Hrymiacze, Hremiacze (biał. Грымяча, Hrymiacza; ros. Гремяча, Griemiacza) – chutor na Białorusi, w obwodzie brzeskim, w rejonie kamienieckim, w sielsowiecie Wołczyn, nad Pulwą.

## Historia
Pod zaborami i w czasach II Rzeczypospolitej majątek ziemski (folwark) należący do książąt Puzynów. W XIX i w początkach XX w. położone były w Rosji, w guberni grodzieńskiej, w powiecie brzeskim, w gminie Wołczyn.
W dwudziestoleciu międzywojennym leżały w Polsce, w województwie poleskim, w powiecie brzeskim, w gminie Wołczyn. W 1921 miejscowość liczyła 101 mieszkańców, zamieszkałych w 6 budynkach, w tym 95 Polaków i 6 Białorusinów. 95 mieszkańców było wyznania rzymskokatolickiego i 6 prawosławnego.
Po II wojnie światowej w granicach Związku Sowieckiego. Od 1991 w niepodległej Białorusi.

## Ludzie związani z miejscowością
- Józef Puzyna – polski historyk, współwłaściciel majątku Hrymiacze
- Irena Puzynianka – polska działaczka społeczna i katolicka, przewodnicząca Narodowej Organizacji Kobiet, posłanka na Sejm RP; urodzona w Hrymiaczach